# 陽極泥

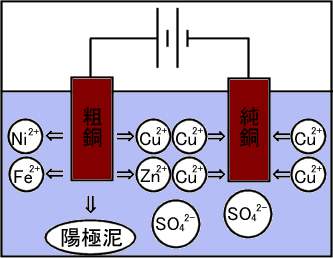
銅の電解精錬

陽極泥（ようきょくでい、英語:Anode slime）とは電解精錬を行った際、副産物として得られる一部の不純物の集合である。
電解精錬により精製したい金属よりもイオン化傾向の小さい金属は、陽極においてイオン化することなく、単体の微粒子として極板から離れて電解槽の底に沈む。こうして陽極泥はできる。従って、目的の金属よりもイオン化傾向の大きい金属が陽極泥から得られることはあり得ない。
銅の電解精錬における例が代表的であり、この場合は銀や金が陽極泥から回収される。
粗銅1 tの電解精錬で生じる陽極泥の中から、銀が約1 kg、金が約30 g回収できる。これらの副産物（貴金属）は、銅の電解精錬の重要な収益となる。